# Gaspar de Arce
Gaspar de Arce Solórzano también conocido como Gaspar de Arce "el viejo" (Junta de Siete Villas, Trasmiera, 1538 - Santiago de Compostela, 1603) fue un destacado arquitecto renacentista trasmerano, discípulo de Rodrigo Gil de Hontañón, que operó principalmente en Galicia durante los reinados de Felipe II y Felipe III.

## Biografía

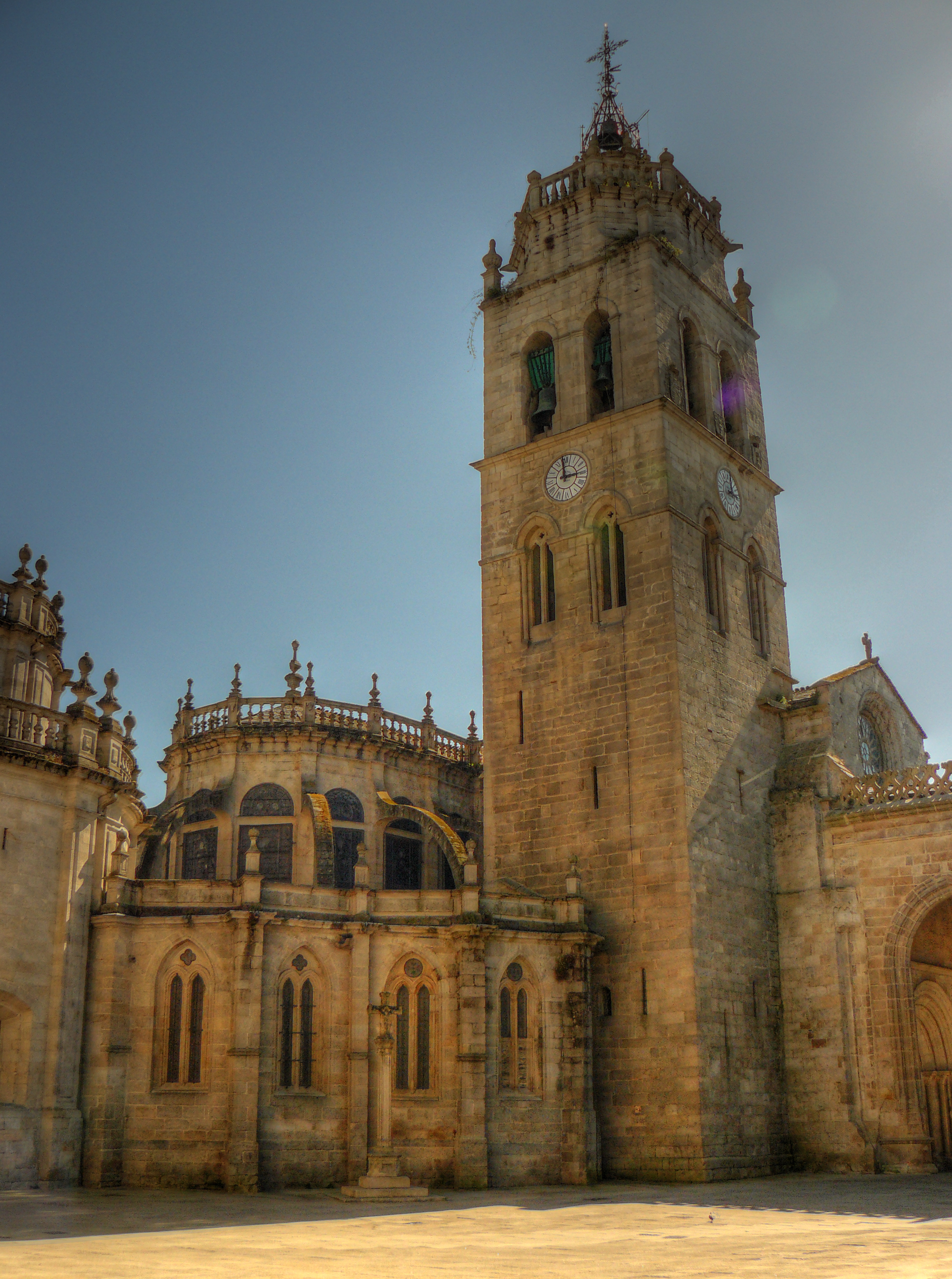
Torre Vieja de la catedral de Santa María de Lugo, rematada por Gaspar de Arce

Nacido en 1538, hijo del licenciado Pedro de Arce Solórzano y de María Hernández de Mazuelas, oriundo de la Junta de Siete Villas (Trasmiera, Cantabria) y descendiente de la Casa Solar y Torre de Solórzano, como se declara en la probanza de hidalguía realizada en la Real Chancillería de Valladolid, Gaspar de Arce se forma en Valladolid en un ambiente cercano a Rodrigo Gil de Hontañón. Alrededor del 1563 pasa a Monforte de Lemos trabajando para los condes de Lemos en la obra del Monasterio de San Vicente del Pino; en este periodo contrae matrimonio con Catalina López de Gondar. En 1571 se encuentra en Lugo como Maestro Mayor de la catedral, donde traza la reforma de la torre de las campanas, ocupándose de la obra. En 1578 es el maestro elegido por el arzobispo Francisco Blanco de Salcedo para elaborar las trazas del Hospital de San Roque que el prelado había fundado en Santiago de Compostela. En 1580 contrata la obra del patio y corredores del hospital, cediéndola a Gonzalo de la Bárcena y Juan del Cajigal. Ese mismo año interviene en la obra de la cárcel eclesiástica.

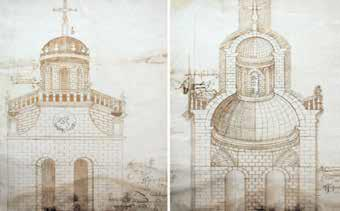
Diseño del alzado y de la planta de la torre de las campanas realizadas por Gaspar de Arce en 1575

Desde 1578 hasta su muerte, en 1603, Gaspar de Arce ocupa el cargo de Maestro Mayor de la catedral de Santiago. En esta, Gaspar de Arce se muestra contrario a las trazas dadas por Rodrigo Gil de Hontañón para la obra del claustro, planteando la supresión de la torre que se había de levantar en uno de los ángulos y prefiriendo una esquina en redondo, planteamiento que finalmente sería desechado, y culmina la realización de la misma.

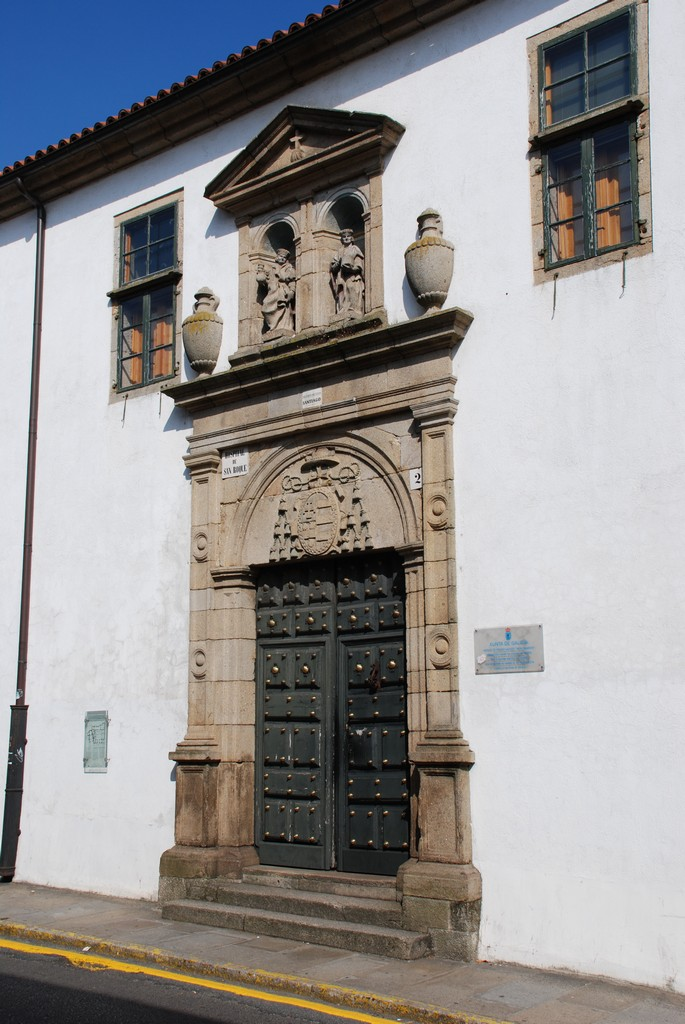
Pórtico del Hospital de San Roque, obra de Gaspar de Arce

Gaspar de Arce es considerado un maestro de primera línea que se dedica fundamentalmente a trazar obras en las que luego dirige a maestros de su entorno para que las ejecuten. Su prestigio y fama le posibilitan la contratación de numerosas obras, la mayor parte religiosas, aunque no faltan algunas intervenciones en obras civiles tanto públicas como privadas.

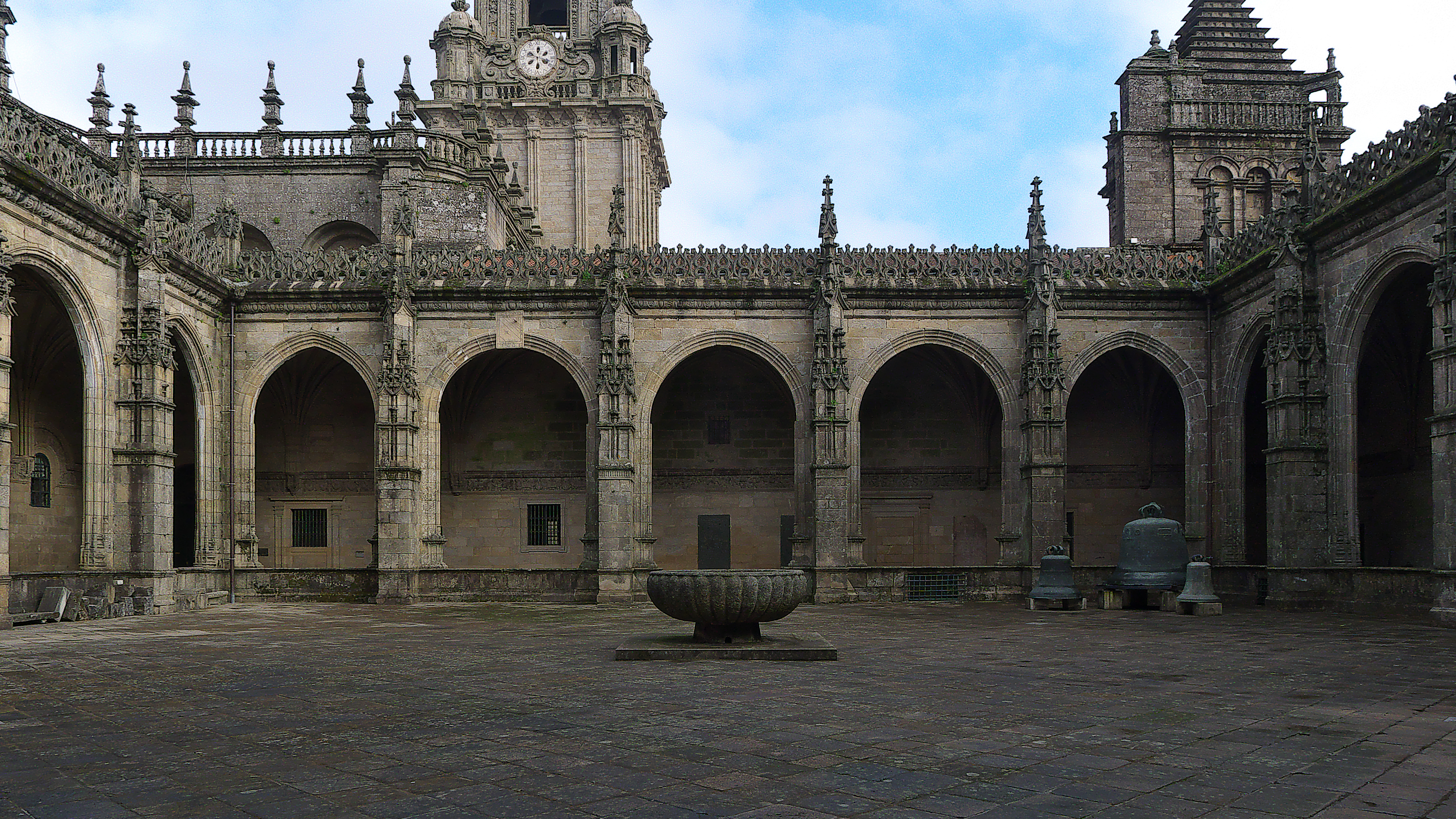
Claustro de la Catedral de Santiago, obra finalizada por Gaspar de Arce

En 1583 Gaspar de Arce contrata la restauración de la casa del deán Baltasar López Gallo en Santiago de Compostela. En los años sucesivos se documentan numerosas intervenciones del maestro trasmerano: 1584: obra de San Amaro en Conturiz, (Lugo); 1589: San Félix de Eirón en Negreira (La Coruña), y traza de la capilla de Jácarre de Luaces en la iglesia del Convento de San Francisco en Santiago; 1593: peritaje sobre las murallas de Santiago; 1595: obra del monasterio de San Martín Pinario en Santiago, de la que es Veedor; 1596: trazas con Juan de la Sierra -pagadas pero no elegidas- para la iglesia del monasterio de Montederramo, en Orense; 1600: supervisión y dirección de las obras del muro de la plaza de la Quintana en el monasterio de San Paio Antealtares; 1601: proyecto de reedificación de la capilla mayor y el coro de Santa Eulalia de Boiro en Noya; y, por último, 1603: reforma del coro de la iglesia de San Pedro de Muros.
Antonio Bonet Correa (1984) le atribuye también la traza de la planta de la Iglesia de la Compañía de Jesús de Santiago de Compostela
Gaspar de Arce fallece en 1603 en Santiago de Compostela. Deja un hijo, el licenciado Juan de Arce Solórzano, y una hija, María de Arce, casada con Pedro Pérez Calderón de la Barca, hijo de Dorotea y sobrino del dramaturgo Pedro Calderón de la Barca, de los que descienden los Arce Calderón de la Barca gallegos, que no siguen la tradición paterna. Sin embargo, su sobrino Gaspar de Arce Solórzano, también conocido como Gaspar de Arce "el mozo", sigue el oficio de su tío. Durante años existe una cierta confusión entre su obra y la del primero, Gaspar de Arce "el viejo", al que acompaña durante toda su vida y con el cual se forma. Es probable que Gaspar de Arce "el mozo" entrase a trabajar en la catedral en 1578 y desde esa fecha hasta 1603 se formase en el taller de su tío. Ese año, tras la muerte de Gaspar de Arce «el viejo», es admitido como aparejador de la catedral hasta su fallecimiento en 1618. En 1617 traza la capilla de San Jacinto en la iglesia del convento de Santo Domingo de Bonaval, en Santiago de Compostela.